# SMS Thüringen
De SMS Thüringen was het derde schip uit een reeks van vier dreadnoughts in de Helgoland-klasse. De Thüringen was in dienst bij de Kaiserliche Marine tijdens de Eerste Wereldoorlog. Het schip werd genoemd naar een Duitse deelstaat, Thüringen. De kiel werd in november 1908 gelegd en op 1 juli 1911 werd het schip te water gelaten. Ze nam dienst bij de Hochseeflotte op 27 november 1909. De hoofdbewapening van het schip bestond uit twaalf 305 mm kanonnen in zes dubbele torens en ze kon een snelheid halen van 21 knopen (39 km/h). De Thüringen werd ingedeeld bij het 1e slageskader voor het grootste deel van haar carrière, inclusief de Eerste Wereldoorlog.
Samen met haar zusterschepen Helgoland, Ostfriesland en Oldenburg, nam de Thüringen aan de meeste vlootacties tijdens de oorlog in de Noordzee deel. Tijdens de Slag bij Jutland (31 mei-1 juni 1916) was het schip betrokken bij hevige nachtelijke gevechten en vernietigde de Britse pantserkruiser HMS Black Prince. De SMS Thüringen was evenals actief in de Oostzee, waar het de Russische marine bevocht.
Na de Duitse nederlaag en de ondertekening van de wapenstilstand op 11 november 1918, werd het grootste deel van de Hochseeflotte door de Britse Royal Navy geïnterneerd in Scapa Flow. De Thüringen en haar zusterschepen werden uiteindelijk aan de Britse marine afgestaan als herstelbetalingen, conform het Verdrag van Versailles. In 1920 werd het schip naar Frankrijk overgebracht en werd het als oefenschip gebruikt. In 1933 werd de Thüringen als schroot opgebroken.